# Franz Quaglio
Franz Quaglio (* 22. April 1844 in München; † 19. Februar 1920 in Wasserburg am Inn) war ein deutscher Maler.

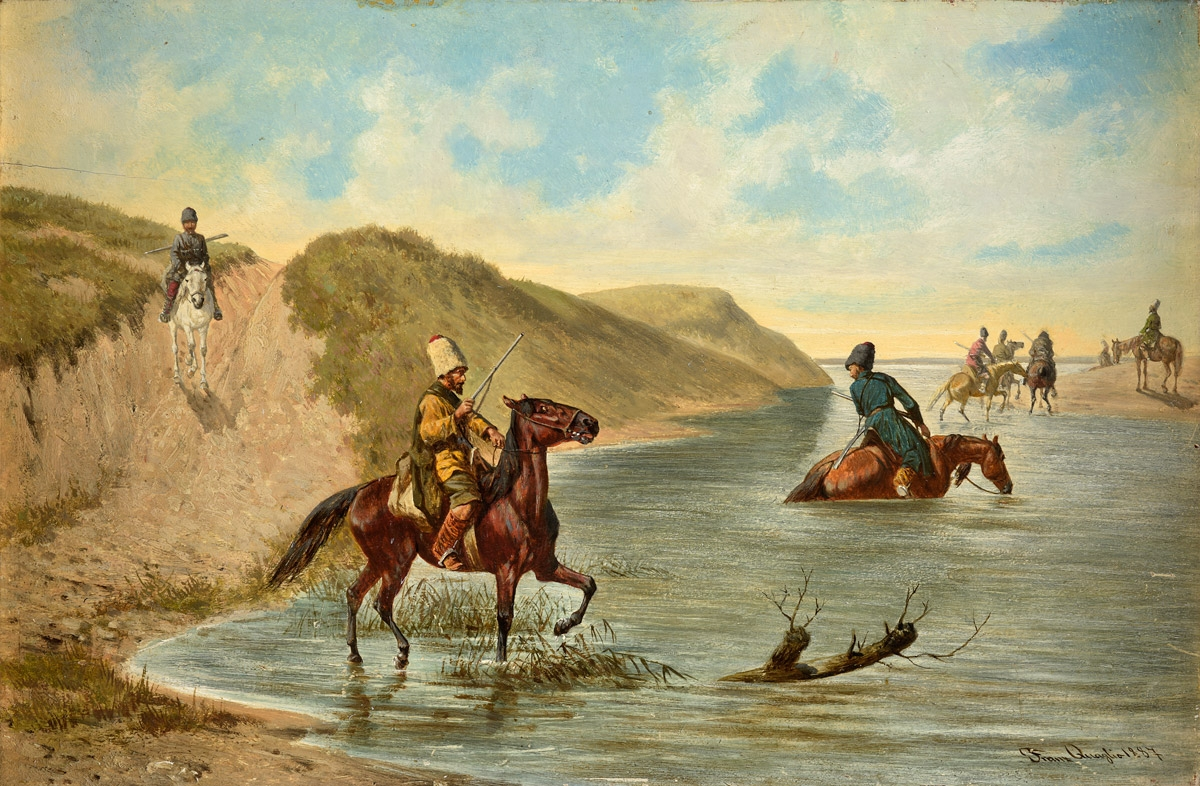
Franz Quaglio: Kosaken bei der Querung eines Flusses, 1887.

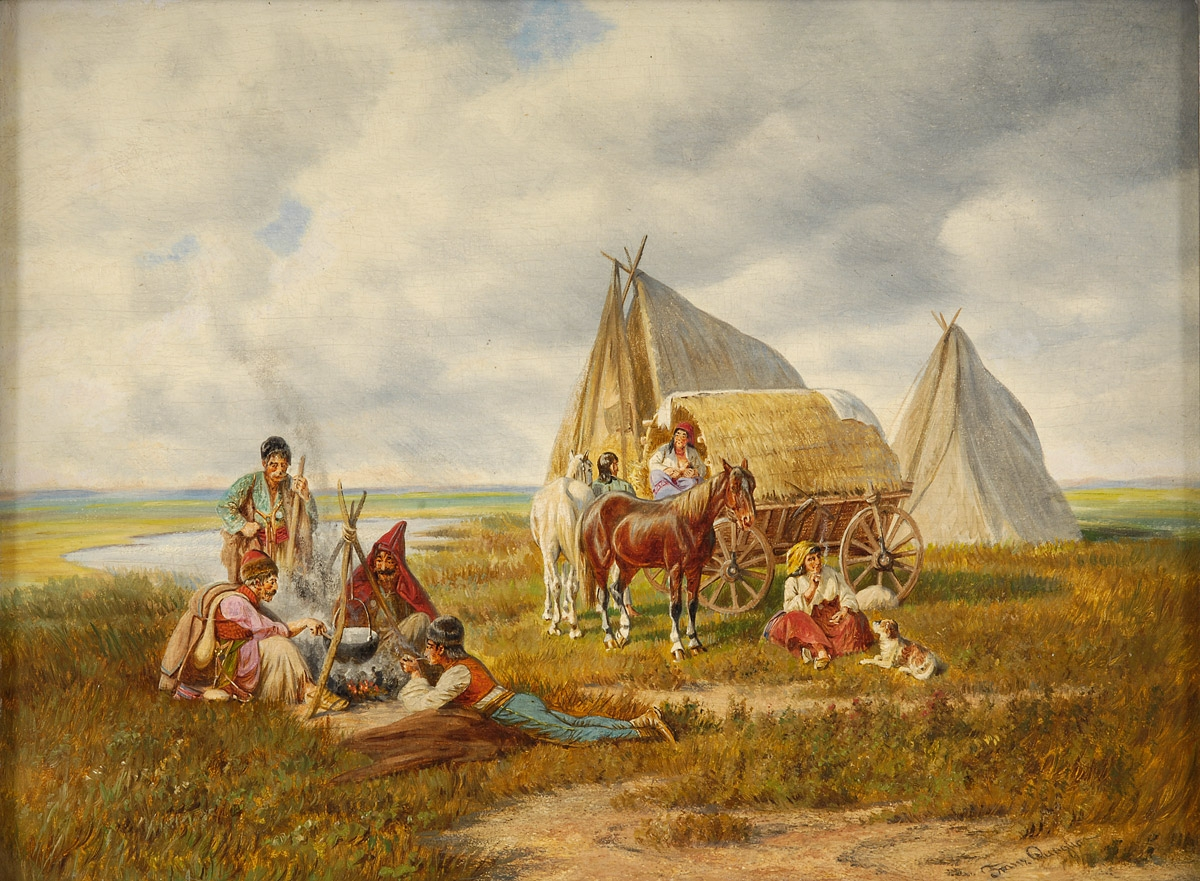
Franz Quaglio: Der Halt in der Puszta

## Werdegang
Franz Quaglio war Sohn von Simon Quaglio aus Laino und gehörte der ansässigen Künstlerfamilie der Quaglio seit Ende des 18. Jahrhunderts in München. Sein Vater war Theatermaler, von dem er erste künstlerische Unterweisungen erhielt. Ab 1862 studierte er an der Akademie der Bildenden Künste in München. 
Franz Quaglio war Schüler von Franz Adam und schuf nahezu ausschließlich Genrebilder (ländliche Szenen, Soldatenszenen, Postillone, reitende Tscherkessen, Seiltänzer), anfangs in der feinen, zierlichen Technik seines Onkels Lorenzo Quaglio II, später von Carl Theodor von Piloty und schließlich von den Impressionisten beeinflusst. Quaglio war ein gefragter Künstler, der gemessen an der Anzahl seiner Gemälde sehr produktiv war. Quaglio war unter anderem Lehrer von Elisabeth Vilma Lwoff-Parlaghy, der er Privatunterricht erteilte.